# بلاش مان (برنامج تلفزيوني)
بلاتشمان هو برنامج حواري دانماركي عام 2013 بدأه توماس بلاتشمان
البرنامج يقدم امرأة تخرج في رداء الحمام، وتمشي في استوديو التلفزيون الأسود، والدخول في دائرة الضوء، ثم تقوم بالعري أمام ضيف ذكر و بلاتشمان نفسه، وهم جالسين على أريكة جلدية. يبدأ الرجلان الحديث عن جمال الجسد الأنثوي وأدوارهما الخاصة بالذكور.
النساء العاريات - من كل شكل وسن - والضيوف الذكور يتغيرون في كل حلقة

## الحلقات
وهناك ما مجموعه ست حلقات وموسم واحد من Blachman. يتم سرد الحلقات هنا:
الموسم 1:
1. يناير Sonnergaard (2 أبريل 2013)
2. إريك براندت (9 أبريل 2013)
3. هنريك Vibskov (16 أبريل 2013)
4. سيمون يناير (23 أبريل 2013)
5. شاكا بلا حب (30 أبريل 2013)
6. ستين Hegeler (7 مايو 2013)

## وصلات خارجية
- بلاش مان على موقع IMDb (الإنجليزية)
- بلاش مان على موقع قاعدة بيانات الفيلم (الإنجليزية)